# Marigny-Brizay
Marigny-Brizay era una comuna francesa situada en el departamento de Vienne, de la región de Nueva Aquitania, que el uno de enero de 2017 pasó a ser una comuna delegada de la comuna nueva de Jaunay-Marigny al unirse con la comuna de Jaunay-Clan.

## Demografía
| Gráfica de evolución demográfica de Marigny-Brizay entre 1800 y 2014 |
|                                                                      |

Los datos demográficos contemplados en este gráfico de la comuna de Marigny-Brizay se han cogido de 1800 a 1999 de la página francesa EHESS/Cassini, y los demás datos de la página del INSEE.